# Ulg (album)
Albums de Metsatöll
Äio
(2010) Tuska
(2012)
Singles
1. Kivine maa
Sortie : 2011
2. Küü
Sortie : 2011

Ulg (français : Le hurlement) est un album du groupe de Folk metal estonien Metsatöll, sorti le 1er novembre 2011. Il est édité par Spinefarm records en CD et 33t. L'album a été enregistré par Keijo Koppel, avec l'aide ponctuelle de Mikko Karmila.

## Liste des titres
Toutes les paroles sont écrites par Metsatöll, toute la musique est composée par Metsatöll.
| Disque | Disque      | Disque | Disque | Disque | Disque | Disque | Disque | Disque | Disque |
| No     | Titre       | Durée  |        |        |        |        |        |        |        |
| ------ | ----------- | ------ | ------ | ------ | ------ | ------ | ------ | ------ | ------ |
| 1.     | Agu         | 2:17   |        |        |        |        |        |        |        |
| 2.     | Sõjasüda    | 4:36   |        |        |        |        |        |        |        |
| 3.     | Küü         | 4:09   |        |        |        |        |        |        |        |
| 4.     | Muhu õud    | 3:49   |        |        |        |        |        |        |        |
| 5.     | Kivine maa  | 3:53   |        |        |        |        |        |        |        |
| 6.     | Rabakannel  | 4:50   |        |        |        |        |        |        |        |
| 7.     | Isata       | 2:14   |        |        |        |        |        |        |        |
| 8.     | Kahjakaldad | 4:49   |        |        |        |        |        |        |        |
| 9.     | Tormilind   | 2:59   |        |        |        |        |        |        |        |
| 10.    | Ulg         | 6:04   |        |        |        |        |        |        |        |
| 11.    | Eha         | 4:02   |        |        |        |        |        |        |        |
| 43:42  |             |        |        |        |        |        |        |        |        |